# Poppenweiler (Feuchtwangen)
Poppenweiler ist ein Gemeindeteil der Stadt Feuchtwangen im Landkreis Ansbach (Mittelfranken, Bayern). Poppenweiler liegt in der Gemarkung Banzenweiler.

## Geografie
Die Einöde liegt an der Sulzach. Eine Gemeindeverbindungsstraße führt am Jungenhof vorbei zur Staatsstraße 1066 (0,7 km südlich) bei Feuchtwangen. Ein Wirtschaftsweg führt nach Leiperzell (1 km nördlich).

## Geschichte
Das Bestimmungswort des Ortsnamens ist der Übername Poppo, Bubo (= Knabe). Um 1600 gehörte der Hof der Familie Vogel.
Poppenweiler lag im Fraischbezirk des ansbachischen Oberamtes Feuchtwangen. Im Jahr 1732 bestand der Ort aus zwei Anwesen. Grundherren waren das Stiftsverwalteramt Feuchtwangen (ein Gut) und das Kastenamt Feuchtwangen (ein Gut). An diesen Verhältnissen änderte sich bis zum Ende des Alten Reichs nichts. Von 1797 bis 1808 unterstand der Ort dem Justiz- und Kammeramt Feuchtwangen.
Mit dem Gemeindeedikt (frühes 19. Jahrhundert) wurde Poppenweiler dem Steuerdistrikt Tauberschallbach und der Ruralgemeinde Banzenweiler zugeordnet. Im Zuge der Gebietsreform in Bayern wurde Poppenweiler am 1. Juli 1971 nach Feuchtwangen eingemeindet.

## Einwohnerentwicklung
| Jahr      | 001818 | 001840 | 001861 | 001871 | 001885 | 001900 | 001925 | 001950 | 001961 | 001970 | 001987 |
| Einwohner | 12     | 13     | 4      | 7      | 8      | 6      | 3      | 4      | 4      | 4      | 9      |
| Häuser    | 2      | 3      |        |        | 2      | 2      | 1      | 1      | 1      |        | 2      |
| Quelle    | [ 11 ] | [ 12 ] | [ 13 ] | [ 14 ] | [ 15 ] | [ 16 ] | [ 17 ] | [ 18 ] | [ 19 ] | [ 20 ] | [ 1 ]  |

## Religion
Der Ort ist seit der Reformation evangelisch-lutherisch geprägt und bis heute nach St. Johannis (Feuchtwangen) gepfarrt. Die Einwohner römisch-katholischer Konfession sind nach St. Ulrich und Afra (Feuchtwangen) gepfarrt.